# Via della Fonte d'Olio
Via della Fonte d'Olio är en gata i Rione Trastevere i Rom. Gatan löper från Piazza di Santa Maria in Trastevere till Vicolo del Piede. 

## Beskrivning
Ursprunget till gatans namn kommer av fons olei, latin "oljekällan". Enligt legenden ska på platsen för ett värdshus år 38 f.Kr. framsprungit en källa med naturlig olja. Detta tolkades som ett tecken på att Guds nåd inom kort skulle flöda över världen, det vill säga Messias skulle framträda för människornas frälsning. På denna plats uppfördes senare basilikan Santa Maria in Trastevere.
Vid gatan finns en madonnella samt en byggnad med anor från 1200-talet.

## Omgivningar
Kyrkobyggnader och kapell
- Santa Maria della Clemenza
- Santa Maria in Trastevere
- Santa Maria Addolorata in Trastevere

Gator, gränder och piazzor
- Vicolo del Piede
- Via della Paglia
- Via della Pelliccia
- Piazza di Santa Maria in Trastevere
- Largo Fumasoni Biondi
- Piazza de' Renzi

## Bilder
| - Basilikan Santa Maria in Trastevere. - Fontana di Piazza di Santa Maria in Trastevere. |

### Webbkällor
- ”Via Fonte d'Olio, Roma” (på italienska). info.roma.it. Arkiverad från originalet den 22 maj 2022. https://archive.ph/knRX2. Läst 22 maj 2022.
- ”Via della Fonte d'Olio” (på italienska). Rerum Romanarum. Arkiverad från originalet den 22 maj 2022. https://archive.ph/i2tSZ. Läst 22 maj 2022.